# Paracaesio sordida
Paracaesio sordida is een straalvinnige vis uit de familie van snappers (Lutjanidae) en behoort derhalve tot de orde van baarsachtigen (Perciformes). De vis kan een lengte bereiken van 48 cm. 

## Leefomgeving
Paracaesio sordida is een zoutwatervis. De vis prefereert een tropisch klimaat en heeft zich verspreid over de Grote en Indische Oceaan. De diepteverspreiding is 5 tot 200 m onder het wateroppervlak. 

## Relatie tot de mens
Paracaesio sordida is voor de visserij van aanzienlijk commercieel belang. In de hengelsport wordt er weinig op de vis gejaagd. 